# 교남책록
《교남책록》(嶠南冊錄)은, 조선 중기의 문신인 청성 성대중이 영남 일대에서 간행되던 서책을 수집해 소장한 장서들의 목록이다. 
작성 연대는 성대중의 생몰년(1732년 ~ 1809년)과 《누판고》의 내용을 종합하여 비교 고찰할 때 정조 7년(1783년)인 것으로 드러난다. 
기술은 서명을 표출하고 권수에 이어 필요한 종이의 수량을 기재하고 있다. 경상도의 43개 지방별로 구분되어 있으며, 배열은 분류에 의하지 않고 서명을 체계 없이 나열하고 있다. 
당시 영남 일대에서 간행되고 있던 서책의 내용을 알 수 있는 희귀자료로 꼽힌다. 

## 참고 문헌
- 서지학개론 편찬위원회 《서지학개론》 도서출판 한울, 2004년